# Eduard Clemens Fechner
Eduard (Edouard) Clemens Fechner (* 21. August 1799 in Groß Särchen in der Niederlausitz; † 7. Februar 1861 in Paris) war ein deutscher Maler, Graphiker und Miniaturist, der ab 1826 in Frankreich gearbeitet und gelebt hat.

## Leben

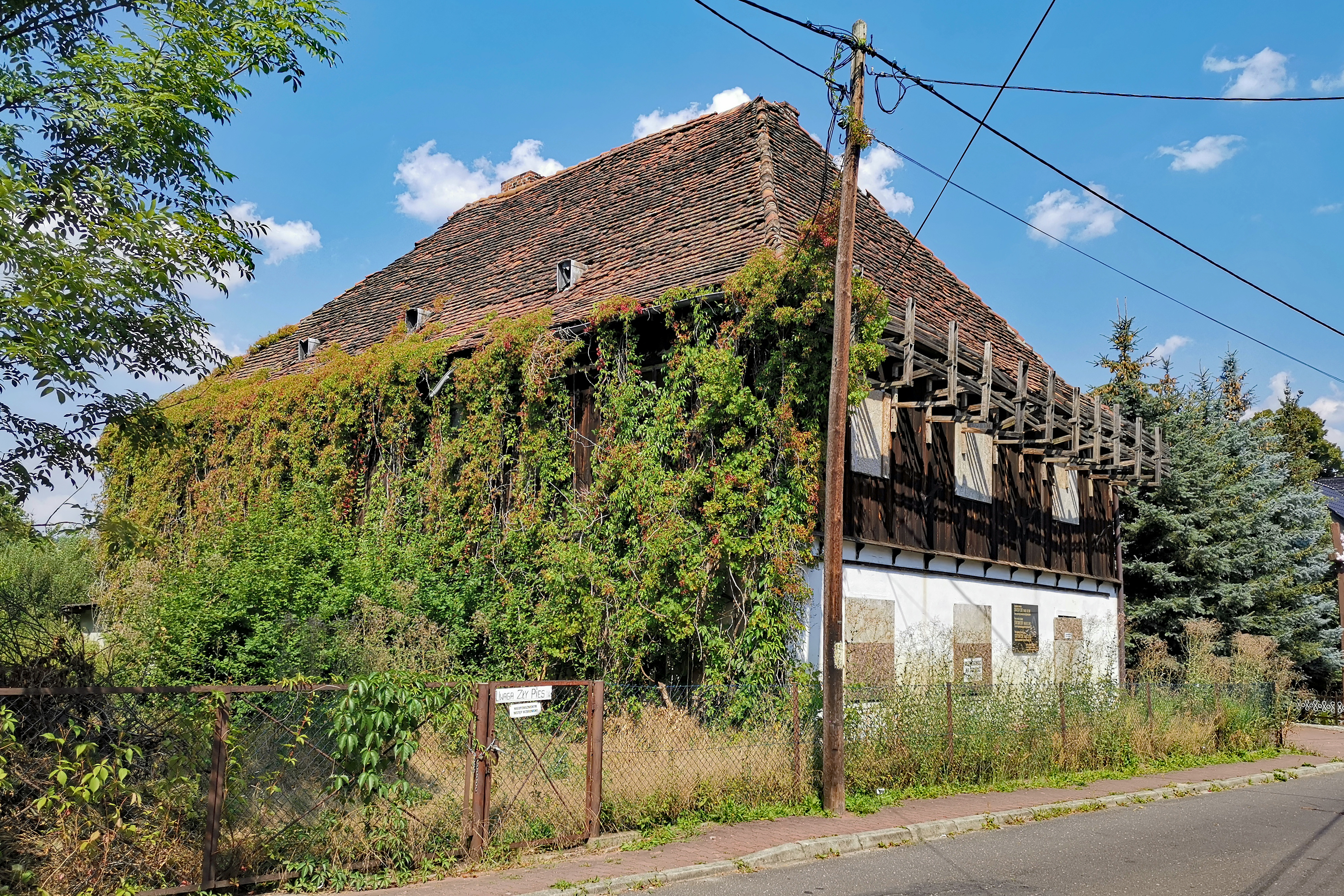
Das ehemalige Pfarrhaus in Żarki Wielkie (Groß Särchen), in dem Fechner seine ersten sieben Lebensjahre verbrachte

Fechner wurde im östlich der Lausitzer Neiße liegenden Groß Särchen in der damals zum Kurfürstentum Sachsen gehörenden Niederlausitz geboren. Er war der Sohn des protestantischen Pfarrers Samuel Traugott Fechner (1765–1806) und dessen Ehefrau Johanna Dorothea geborene Fischer (1774–1859). Der aus einer ortsansässigen Pfarrersfamilie stammende Vater studierte in Halle und Wittenberg und war sehr fortschrittlich eingestellt. Er ließ nach mehreren Blitzeinschlägen den ersten Blitzableiter im Dorf am Kirchturm anbringen, ließ seine Kinder impfen und trug bei der Predigt keine Perücke. Nach dem Tod des Vaters zog die Mutter mit den fünf Kindern in die benachbarte Stadt Triebel. Kurze Zeit später nahm der Bruder der Mutter, der aus Golßen stammenden Gottlob Eusebius Fischer (1767/1769–1847), der damals evangelischer Archidiakon von Wurzen war, Fechner und seinen jüngeren Bruder Gustav Theodor auf. Vier Jahre später zogen die Fechner-Brüder mit ihm nach Ranis, wo sie sich mit dem Sohn Ludwig Franz von Breitenbauch des Burgherren von Ranis anfreundeten. Eduard Fechner besuchte Breitenbauch in Ranis auch später noch mehrmals. Beide Brüder wurden 1814 in Ranis konfirmiert. Fechner ging im gleichen Jahr an die Kunstakademie nach Dresden und studierte bei Josef Mathias Grassi und 1816–1818 bei Moritz Retzsch. 1820 setzte er in München seine Ausbildung unter Joseph Karl Stieler fort. Vorübergehend arbeitete er für den Herzog von Leuchtenberg. 1826 wandte er sich nach Paris und wurde dort sesshaft. Er wohnte zunächst in der 10 rue Neuve-Saint-Georges (heute 9. Arrondissement) und zuletzt in der 92 rue d'Hauteville (10. Arrondissement).

## Familie
Fechner hatte einen jüngeren Bruder, den Philosophen und Physiker Gustav Theodor Fechner und drei jüngere Schwestern Emilie (1803–1898), Clementine (1804–1893) und Mathilde (1806–1883). Clementine war die zweite Frau von Friedrich Wieck und wurde damit die Stiefmutter von Clara Wieck (später Schumann). Mathilde heiratete in zweiter Ehe den Postsekretär Kietz und wurde damit die Stiefmutter des Malers Ernst Benedikt Kietz und des Bildhauers Gustav Adolph Kietz. Ihr eigener Sohn Theodor Kietz (1829–1898) wurde ebenfalls Bildhauer. Als Witwe wohnte Mathilde zusammen mit Mutter Fechner in Leipzig und zog nach deren Tod nach Dresden. Emelie heiratete in Grimma den Lehrer Johannes Gottlieb Kuntze. Ihre Kinder waren der Jurist Johannes Emil Kuntze und der Politiker Oskar Theodor Kuntze. Seit 1834 wurde Johannes Emil von seinem Onkel Gustav Theodor Fechner erzogen. Emilie starb als Witwe Kuntze hochbetagt in Blasewitz.
Eduard Fechner war selbst nie verheiratet.

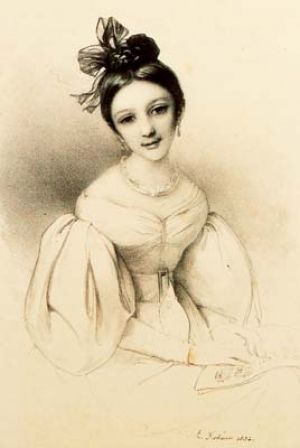
Porträt von Clara Wieck (später Schumann) im Alter von zwölf Jahren bei einer Konzertreise in Paris (nach einer Lithographie von E. Fechner)

## Werke
Fechner schuf Porträts, insbesondere von jungen Frauen und Kindern. Sein bekanntestes Werk ist eine Lithographie der Stieftochter seiner Schwester, Clara Wieck, die 1832 in Paris entstand. Einige Monate nach dem Tod wurde sein Nachlass versteigert. Seine Werke sind seitdem zum Teil in bekannten Sammlungen, in Privatbesitz oder verschollen.

## Arbeiten in Sammlungen
- Germanisches Nationalmuseum Nürnberg
- British Museum London
- Albertina Wien
- Staatliche Kunstsammlungen Dresden
- Philadelphia Museum of Art
- Städtisches Museum Braunschweig
- Kulturhistorisches Museum Görlitz (Januar 2025 Neuerwerbung eines Rauchbildes)

## Ausstellungen (Auswahl)
- zwischen 1835 und 1852 wiederholt im Salon de Paris[1]
- 1836 Cambrai
- 1838 Cambrai und Valenciennes
- 1839 Kunstausstellung Leipzig